# قلعة باشتوفي
حصن باشتوفي أو قلعة باشتوفي (بالألبانية: Kalaja e Bashtovës)‏ هي قلعة مُحصنة من زواياها الأربع تم تشييدُها في حقبة القرون الوسطى، وتقع بالقرب من مصب نهر شكومبين في البحر الأدرياتيكي في مقاطعة تيرانا وسط ألبانيا. القلعة مُدرجة ضمن القائمة الإرشادية المؤقتة لمواقع التراث العالمي.